# Legend of the Liquid Sword (album)
Legend of the Liquid Sword – czwarty album studyjny amerykańskiego rapera GZA, członka Wu-Tang Clan, wydany 10 grudnia 2002 roku nakładem wytwórni MCA Records. Sesja nagraniowa miała miejsce w latach 2001 – 2002, a za warstwę muzyczną odpowiadają m.in. RZA, Mathematics, DJ Muggs z Cypress Hill oraz Arabian Knight.
Wydawnictwo zadebiutowało na 75. miejscu notowania Billboard 200 oraz 21. miejscu listy Top R&B/Hip-Hop Albums. Nazwa albumu została zaczerpnięta z filmu o tym samym tytule.

## Lista utworów
| #  | Tytuł                                                | Producent           | Sample | Czas |
| -- | ---------------------------------------------------- | ------------------- | --- | ---- |
| 1  | „Intro” (gośc. Young Justice)                        |                     | | 0:42 |
| 2  | „Auto Bio”                                           | Jay Garfield        | - Saint Tropez – „Belle de Jour”                                                                                          | 3:54 |
| 3  | „Did Ya Say That”                                    | Boola               | - Ken Sport – „Beat Running”                                                                                              | 3:54 |
| 4  | „Silent” (gośc. Ghostface Killah, Streetlife)        | Bink                | | 2:41 |
| 5  | „Knock, Knock”                                       | Jay Garfield        | - The Spinners – „I Must Be Living For A Broken Heart”                                                                    | 3:34 |
| 6  | „Stay In Line” (gośc. Santi White)                   | Arabian Knight      | | 4:02 |
| 7  | „Animal Planet”                                      | Bink, Tyquan Walker | - Isaac Hayes – „Man’s Temptation”                                                                                        | 4:16 |
| 8  | „Fam (Members Only)” (gośc. Masta Killa, RZA)        | Mathematics         | - Gladys Knight & the Pips – „Between Her Goodbye and My Hello” - Wu-Tang Clan – „The W”                                  | 4:10 |
| 9  | „Legend of the Liquid Sword” (gośc. Anthony Allen)   | Jaz-O               | - Quincy Jones – „Razzamatazz” - GZA - „Liquid Swords”                                                                    | 3:37 |
| 10 | „Fame”                                               | Arabian Knight      | - Wu-Tang Clan – „Bring Da Ruckus” - GZA – „I Gotcha Back” - GZA - „Living in the World Today” - GZA - „Breaker, Breaker” | 3:45 |
| 11 | „Highway Robbery” (gośc. Governor Two's)             | Arabian Knight      | - Michael Jackson – „With a Child’s Heart”                                                                                | 4:00 |
| 12 | „Luminal”                                            | DJ Muggs            | - June of 44 – „The Dexterity of Luck”                                                                                    | 2:59 |
| 13 | „Sparring Minds” (gośc. Inspectah Deck)              | Arabian Knight      | | 2:48 |
| 14 | „Rough Cut” (gośc. 12 O’Clock, Armel, Prodigal Sunn) | RZA                 | | 3:05 |
| 15 | „Uncut Material”                                     | GZA                 | - GZA – „Living in the World Today”                                                                                       | 2:58 |

## Notowania
| Rok  | Album                      | Notowanie | Notowanie |
| Rok  | Album                      | USA 200   | USA R&B   |
| ---- | -------------------------- | --------- | --------- |
| 2002 | Legend of the Liquid Sword | 75        | 21        |